# チュートリアルの金曜ナマチュー
チュートリアルの金曜ナマチュー（チュートリアルのきんようナマチュー）は、2001年10月5日から2002年3月29日までKBS京都ラジオで放送されたラジオ番組。正式タイトルは「フリーウェーブ金曜日 チュートリアルの金曜ナマチュー」。放送時間は、毎週金曜日の18:00～21:00（中断19:00~19:30）で、生放送だった。

## 概要
京都出身のお笑い芸人・チュートリアル（徳井義実、福田充徳）の初の冠番組で、アシスタントに内田香織を迎え、リスナーとクイズ対決をしたり、お酒をかけて福田が毎週様々なお題にチャレンジしたり、恋愛相談や姓名判断などなど内容は盛りだくさんであった。過去にNHK上方漫才コンテスト出演のため、一度だけハリガネロックが代打でパーソナリティを務めたことがある。
ナイター中継のオフシーズン番組としてスタートしたが、あまりにも好評だったため2002年4月よりチュートリアルが『キョートリアル!コンニチ的チュートリアル』のパーソナリティに抜擢される運びとなる。